# Васильев, Михаил Павлович (артиллерист)
Михаил Павлович Васильев (1922—1998) — старшина Советской Армии, участник Великой Отечественной войны, Герой Советского Союза (1945).

## Биография
Михаил Васильев родился 2 октября 1922 года в селе Крутченская Байгора (ныне — Усманский район Липецкой области) в семье служащего. В 1940 году он окончил Усманское педагогическое училище, после чего работал учителем. В августе 1941 года Васильев был призван на службу в Рабоче-крестьянскую Красную Армию. С ноября того же года — на фронтах Великой Отечественной войны. К январю 1945 года гвардии старшина Михаил Васильев командовал орудием 148-го гвардейского артиллерийско-миномётного полка 16-й гвардейской кавалерийской дивизии 7-го гвардейского кавалерийского корпуса 1-го Белорусского фронта. Отличился во время освобождения Польши.
За период с 14 января по 4 февраля 1945 года орудийный расчёт Васильева уничтожил 8 танков, 4 БТР, орудие, 3 пулемёта, 7 автомашин, а также большое количество живой силы противника.
Указом Президиума Верховного Совета СССР от 31 мая 1945 года за «образцовое выполнение боевого задания командования в борьбе с немецкими захватчиками и проявленные при этом мужество и героизм» гвардии старшина Михаил Васильев был удостоен высокого звания Героя Советского Союза с вручением ордена Ленина и медали «Золотая Звезда» за номером 6774.
После окончания войны Васильев продолжил службу в Советской Армии. В 1948 году он был демобилизован.
Указом Президиума Верховного Совета СССР от 23 августа 1948 года Васильев был лишён звания Героя Советского Союза. Он был восстановлен в звании 4 сентября 1972 года. Проживал в Москве. 
Умер 23 марта 1998 года. Похоронен в селе Крутченская Байгора.
Был также награждён орденами Красного Знамени, Отечественной войны 1-й и 2-й степеней, а также рядом медалей.